# 경산시
경산시(慶山市)는 대한민국 경상북도 남부에 있는 시이다. 북동쪽은 영천시 금호읍,대창면, 남동쪽은 청도군 금천면, 서쪽은 대구광역시 동구 및 수성구 및 가창면에 접한다. 시청 소재지는 중방동이고, 행정구역은 3읍 5면 7동이다.
대구광역시에 인접하여 대구의 위성도시로 성장했으며, 경상북도 내에서는 3번째로 인구가 많은 도시다.
1990년 이후 아파트 단지가 조성되면서 섬유공업 지역으로 성장하였고, 2012년 9월 19일에는 중산동 · 정평동과 임당동, 대동 일대에 대구 도시철도 2호선이 연장되었다. 영남대학교, 대구가톨릭대학교, 대구대학교, 경일대학교, 대구한의대학교 등 교육 기르관이 많다. 갑제동에는 한국조폐공사 화폐본부가 소재하고 있어서 대한민국의 화폐인 원의 지폐와 동전이 발행된다. 진량읍에는 삼성 라이온즈의 2군 홈구장인 삼성 라이온즈 볼파크와 매일유업 공장이 각각 위치하고 있다. 와촌면에는 갓바위라고 불리는 경산 팔공산 관봉 석조여래좌상이 있다.
대구광역시와 밀접한 도시라는 특성으로 인해, 지역번호는 경상북도의 다른 행정 구역들과 달리 대구광역시 통화권으로 편입됐으므로 054가 아닌 053을 공용하고 있다.

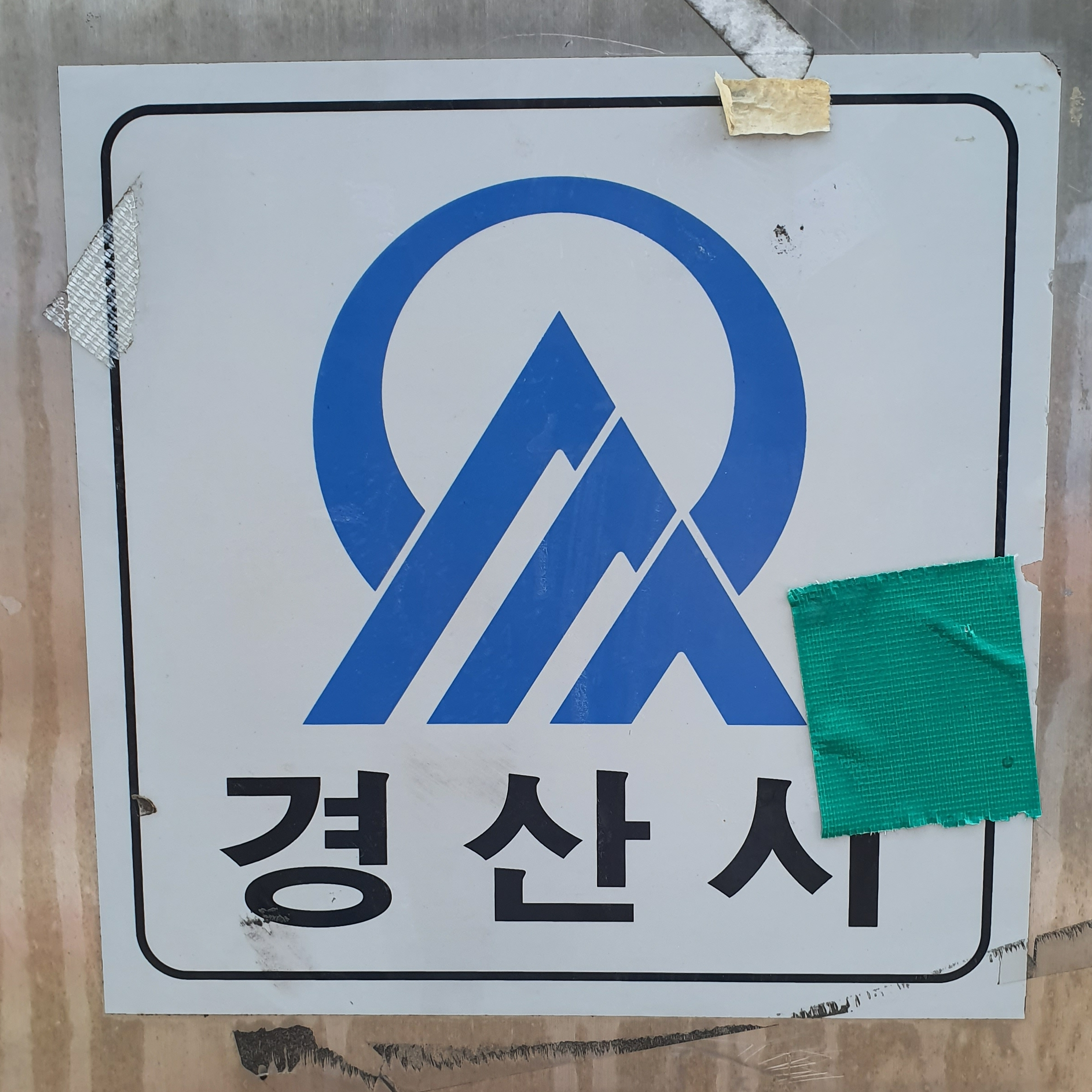
경산시가 썼던 과거 휘장

## 역사
- 1956년 7월 8일 경산면을 경산읍으로 승격하였다.[1]
- 1989년 1월 1일 경산읍을 경산시로 승격하였다.[2] (6행정동)

6행정동 - 중앙동, 동부동, 서부동, 남부동, 북부동, 중방동
- 1995년 1월 1일 경산시 일원과 경산군 일원을 관할로 도농 복합 형태의 경산시가 설치되었다.[3] (1읍 7면 6행정동)
- 1997년 11월 1일 진량면을 진량읍으로 승격하였다.[4] (2읍 6면 6행정동)
- 2004년 10월 18일 서부동을 서부1동, 서부2동으로 분동하였다.[5] (2읍 6면 7행정동)
- 2007년 1월 8일 용성면 쟁광리를 일광리로 개칭하였다.[6]
- 2007년 6월 4일 대구 도시철도 2호선 연장구간 (사월 ~ 영남대) 착공
- 2012년 9월 19일 대구 도시철도 2호선 연장구간 (사월 ~ 영남대) 개통
- 2020년 1월 1일 압량면이 압량읍으로 승격하였다.

## 지리

### 지형
경산시의 전체 면적은 411.70km2 로써 경상북도의 중앙남부에 자리하여 금박산, 용산이 동쪽으로 우뚝 솟아 영천시와 청도군을 경계로 하고 있으며, 선의산, 구룡산은 동남으로, 환성산맥은 북으로 뻗어 영천시, 대구광역시에 접하고 있다.
하천은 동남으로 흐르는 오목천과 하도지를 기점으로 하는 남천이 북으로 흘러, 동서로 가로질러 흐르는 금호강에 합류하고 있으며 하천 연안평야 지역은 비옥한 토지와 관개시설로 농업생산기반 역할을 하고 있다.

### 기후
경산시는 남부 내륙 형에 속하며, 대구 특수형에 가깝다. 태백산맥과 소백산맥 사이에 끼여있는 남부내륙형 기후지역은 분지적 특색을 나타내어 연강수량이 적은 지역이며, 하계 기온이 가장 높고 기온의 연교차가 큰 지역이다. 이와 같은 현상은 금호강유역 분지에서 더욱 현저하게 나타나고 있다. 경산시는 한반도 연강수량에 비해 소다우지역에 속하는데, 이는 주로 지형적인 영향에서 비롯된다.
즉, 한반도 강수 대부분은 저기압성 강우인데 이 저기압은 중국 대륙 및 동지나해에서 발생하여 동쪽으로 이동해 오며, 황해와 남해에서 습한 바람이 이 저기압 중심을 향하여 유입하는 과정에서 소백산맥 서사면과 남해안 지역은 풍상 측이 되어 많은 비를 오게 하지만, 소백산맥을 넘어 경상북도에 이르렀을 때는 벌써 많은 습기를 손실하였고 또한, 풍하 측이 되므로 상대적으로 강수량이 적어진다.
또한, 동계 북동기류 형의 기압 배치가 되었을 때도 동해를 거쳐 불어오는 습윤한 북동풍이 강릉, 속초 부근에서 상륙하게 되고 경상북도에 이르렀을 때는 태백산맥을 넘어 건조한 바람이 되기 때문에 역시 강우량이 적다.

## 지질

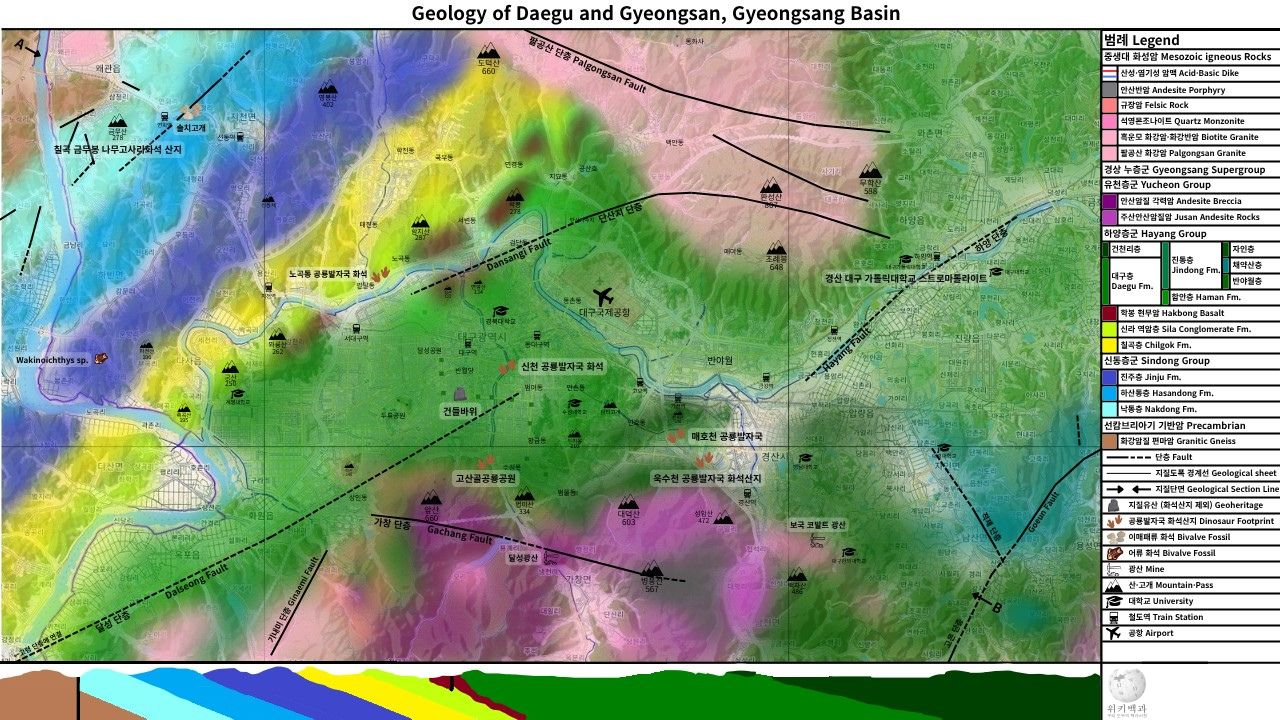
대구광역시의 지질과 경산시의 지질

### 스트로마톨라이트 화석
경산 대구 가톨릭대학교 스트로마톨라이트(慶山 大邱 가톨릭大學校 스트로마톨라이트)는 경산시 하양읍, 대구가톨릭대학교에 있는 지질 지형이다. 이 화석은 중생대 백악기 호수에서 형성된 것으로 판단되며, 박테리아 화석 함유정도, 화석의 보존성 및 형태의 다양성에 있어서 세계적일 뿐만 아니라 생성 당시 호수의 규모나 환경을 이해하는데 중요한 가치를 갖고 있다.

## 행정 구역
경산시의 행정 구역은 3읍 5면 7동이다. 하위 행정구역은 28법정동 225리이다. 경산시의 면적은 411.70km2이며, 인구는 2015년 5월 31일 기준으로 100,037세대, 255,406명이다.
| 읍·면·동 | 한자    | 세대   | 인구   | 면적  | 행정지도 |
| -------- | ------- | ------ | ------ | ----- | -------- |
| 하양읍   | 河陽邑  | 10,414 | 26,472 | 48.6  |          |
| 진량읍   | 珍良邑  | 14,710 | 38,794 | 46.2  |          |
| 압량읍   | 押梁邑  | 5,157  | 15,657 | 18.35 |          |
| 와촌면   | 瓦村面  | 2,671  | 6,064  | 47.9  |          |
| 자인면   | 慈仁面  | 2,810  | 6,224  | 22.05 |          |
| 용성면   | 龍城面  | 1,754  | 3,707  | 79.4  |          |
| 남산면   | 南山面  | 1,759  | 3,904  | 38.17 |          |
| 남천면   | 南川面  | 1,468  | 3,486  | 70.53 |          |
| 중앙동   | 中央洞  | 3,134  | 7,244  | 0.83  |          |
| 동부동   | 東部洞  | 11,186 | 37,829 | 18.46 |          |
| 서부1동  | 西部1洞 | 13,619 | 40,831 | 5.64  |          |
| 서부2동  | 西部2洞 | 7,142  | 22,938 | 1.49  |          |
| 남부동   | 南部洞  | 6,396  | 17,679 | 3.74  |          |
| 북부동   | 北部洞  | 6,408  | 13,205 | 9.1   |          |
| 중방동   | 中方洞  | 2,901  | 11,538 | 1.24  |          |

## 인구
- 경산시(에 해당하는 지역)의 연도별 인구 추이[9]

| 연도   | 총인구    |  |
| ------ | --------- |  |
| 1975년 | 175,930명 |  |
| 1980년 | 190,762명 |  |
| 1985년 | 139,652명 |  |
| 1990년 | 145,074명 |  |
| 1995년 | 173,746명 |  |
| 2000년 | 228,206명 |  |
| 2005년 | 242,297명 |  |
| 2010년 | 266,036명 |  |
| 2013년 | 248,805명 |  |
| 2017년 | 257,590명 |  |

## 교통

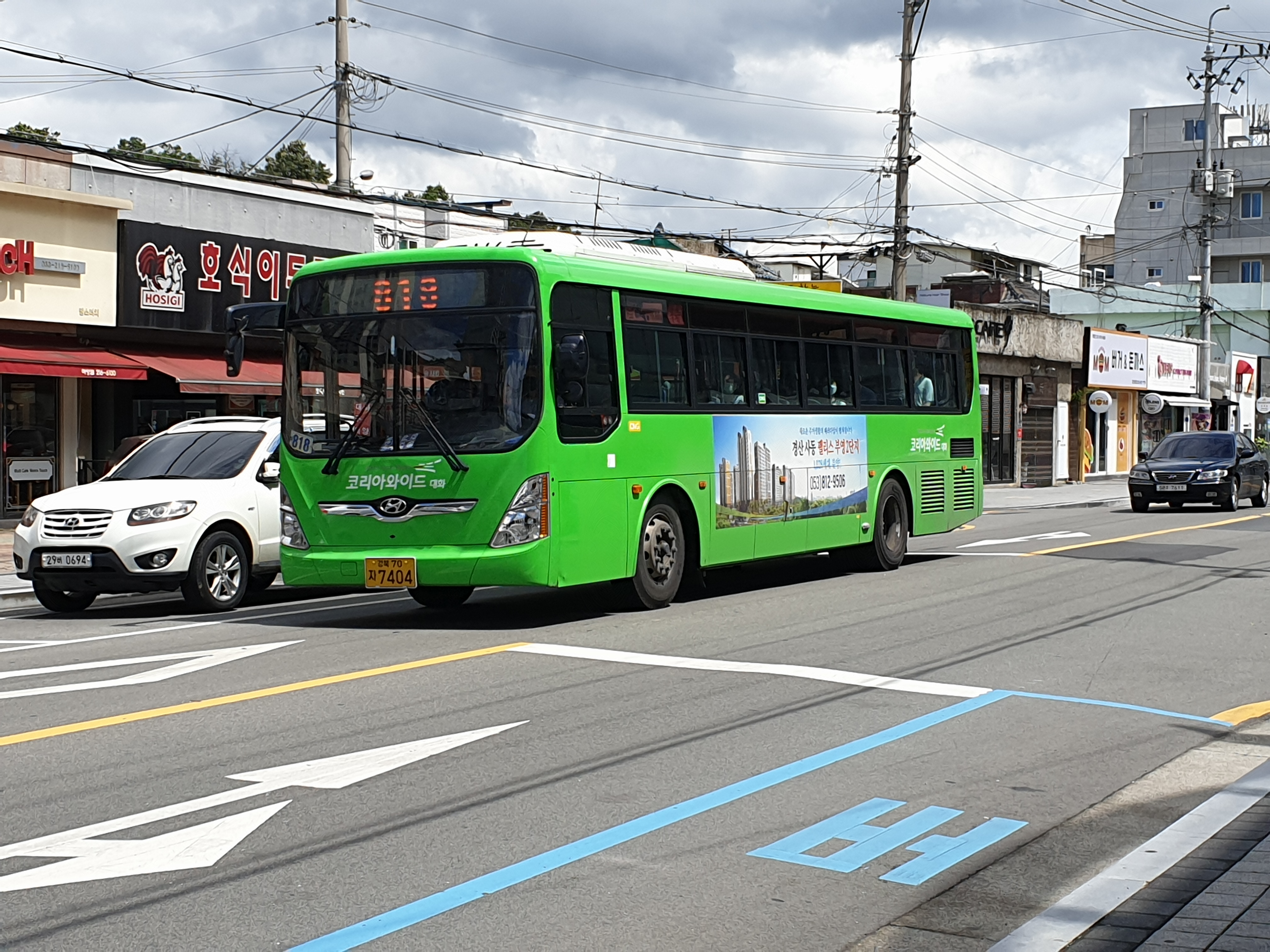
경산시에서 운행하고 있는 코리아와이드대화 소속 818번 버스의 실제 차량으로 NSAC 개선형으로 운행하고 있다.

관내 고속도로 나들목은 경부고속도로의 진량읍 신상리에 있는 경산 나들목이 유일하다. 새만금포항고속도로 청통와촌 나들목은 경산시 와촌면 - 영천시 청통면 시경계에 걸쳐 있고, 중앙고속도로는 옥산동 및 백천동 일대로 통과하지만 나들목이 없어서 수성 나들목을 이용해야 한다.
국도 제4호선이 북부의 하양읍을, 국도 제25호선이 시내를 통과하여 서쪽으로 대구광역시, 동쪽으로 영천시, 경주시와 남쪽으로 청도군을 연결한다. 그 외 국지도 제69호선이 남북으로 하양읍, 진량읍과 자인면, 남산면을, 지방도 제919호선이 남북으로 와촌면, 하양읍, 진량읍, 시내, 자인면, 용성면 등 거의 모든 구역을 통과한다.
시외교통은 대부분 철도가 전담한다. 하양읍에 대구선이, 시내에 경부선이 지나간다. 경산시 시외교통의 중추를 담당하는 경산역은 대부분의 무궁화호와 일부 KTX, ITX-새마을이 정차하며, 2024년부터는 경산 - 구미 간 대경선의 시종착역을 맡다. 대구선에서는 하양역에 모든 여객열차가 정차한다. 2012년 9월 19일 대구 도시철도 2호선이 정평동을 직통하여 영남대학교까지 연장되었다.
2024년 하반기에는 구미 - 경산 간 대경선이 함께 개통되었고, 대구 도시철도 1호선도 하양역까지 연장 개통되었다.

## 관광
- 문화유적
  - 8갓바위

- 자연
  - 남매지
  - 반곡지

## 스포츠
- 삼성 라이온즈 볼파크 - 삼성 라이온즈 2군 홈구장

## 교육 기관
- 사립대학교

|  | - 경일대학교 - 대구가톨릭대학교 - 대구대학교 - 대구사이버대학교 | - 대구외국어대학교 - 대구한의대학교 - 대신대학교 | - 영남대학교 - 영남신학대학교 - 영남사이버대학교 |

- 사립전문대학

|  | - 호산대학교 | - 대경대학교 | - 영남외국어대학 |

- 고등학교

|  | - 경북기계금속고등학교 - 경북체육고등학교 - 경산고등학교 - 경산과학고등학교 - 경산여자고등학교 - 경산제일고등학교 | - 대구가톨릭대학교 사범대학 부속 무학고등학교 - 문명고등학교 - 사동고등학교 - 영남삼육고등학교 - 진량고등학교 - 하양여자고등학교 |

- 중학교

|  | - 경북체육중학교 - 경산여자중학교 - 경산중학교 - 대구가톨릭대학교 사범대학 부속 무학중학교 - 문명중학교 | - 사동중학교 - 삼성현중학교 - 신상중학교 - 압량중학교 - 용성중학교 | - 자인여자중학교 - 자인중학교 - 장산중학교 - 진량중학교 - 하양여자중학교 |

- 초등학교

|  | - 경산동부초등학교 - 경산서부초등학교 - 경산압량초등학교 - 경산중앙초등학교 - 경산초등학교 - 계당초등학교 - 금락초등학교 - 남산초등학교 - 남성초등학교 - 남천초등학교 - 다문초등학교 | - 대동초등학교 - 봉황초등학교 - 부림초등학교 - 사동초등학교 - 삼성현초등학교 - 성암초등학교 - 옥곡초등학교 - 와촌초등학교 - 용성초등학교 - 임당초등학교 - 자인초등학교 | - 장산초등학교 - 정평초등학교 - 진량초등학교 - 진성초등학교 - 청천초등학교 - 평산초등학교 - 하양초등학교 - 하양초등학교 화성분교 - 하주초등학교 - 현흥초등학교 |  |

- 각종학교

|  | - 영남삼육학교 (중학교 과정) , 경산자인학교 (특수학교) |

## 친선 도시

### 자매 도시
- 대한민국 전라남도 신안군
- 대한민국 서울특별시 강동구
- 중화인민공화국 산둥성 칭다오 시 자오저우 시(胶南市) - 1996년 6월
- 덴마크 호르달란주 오르후스

### 우호 도시
- 중화인민공화국 저장성 항저우시
- 중화인민공화국 저장성 성저우 시 (사오싱 시의 현급 시)
- 중화인민공화국 내몽골 자치구 자란툰 시 (후룬베이얼 시의 현급 시)
- 중화인민공화국 닝샤후이족 자치구 인촨 시
- 미국 캘리포니아주 샌버나디노 시

## 같이 보기
- 대한민국의 설치순 도시 목록

## 조선과 근대 경산 이야기
경산의 고대 성과 경산읍성
근대화의 바람에 실려간 경산현 공청과 객사를 찾아서
일제시대 경산의 근대 유적을 찾아서
- (한국어/영어/일본어/중국어) (공식)[깨진 링크(과거 내용 찾기)]